# Charles K. Feldman
Charles K. Feldman (ou Charles Goulart) (Nova Iorque, 26 de abril de 1904 — 25 de maio de 1968) foi um produtor e agente de talentos dos Estados Unidos.

## Biografia
Foi casado com a atriz Jean Howard, de 1934 a 1948. Em 1968, Feldman foi enterrado no Hollywood Forever Cemetery, em Hollywood, Califórnia. Feldman foi o responsável por ter levado às telas uma adaptação cinematográfica do livro Casino Royale, em 1967.

## Feldman e os direitos de adaptação do livro Casino Royale, de Ian Fleming
Em 1953 (ano em que foi lançado o primeiro livro sobre James Bond, Casino Royale), o produtor Bretaigne Windhurst pagou US$1 milhão a Ian Fleming (criador do agente), para adaptar o livro para a TV, no formato de um episódio de uma hora da série de TV da CBS Clímax! Mistery Theatre. Desta forma, foi lançado em 1954 uma versão para a TV do livro, com o ator estadunidense Barry Nelson fazendo um 007 americanizado. Depois, em 1955, o produtor Charles K. Feldman ganhou os direitos de adaptação do livro, para o Cinema.
Quando finalmente decidiu fazer o seu filme, Feldman tentou buscar parceria com os então donos da EON Productions (Albert R. Broccoli e Harry Saltzman), que detinham os direitos de quase todo o material original criado por Fleming. Porém, como Broccoli e Saltzman já haviam sido processados antes por Kevin McClory (um dos co-autores da trama original de Thunderball, que produziu o filme homônimo com a EON Productions, tendo depois refilmado o filme como Never Say Never Again), recusaram a proposta. E como Sean Connery se recusou a fazer um filme de 007 fora da série oficial, enquanto ainda fosse o agente, Feldman resolveu fazer uma gozação. Assim sendo, saiu em 1967 o filme Casino Royale, no formato de uma sátira cômica e surrealista à franquia.
O filme, que foi lançado alguns meses antes de You Only Live Twice teve uma bilheteria mediana. No fim das contas, a EON Productions (hoje comandada por Barbara Broccoli e Michael G. Wilson, filha e enteado de Albert R. Broccoli) ganhou os direitos de adaptação do livro, em 1999, ano em que saiu o filme The World Is Not Enough, o último da série com Desmond Llewelyn e penúltimo com Pierce Brosnan. Curiosamente, a Columbia Pictures (que produziu a versão de 1967) acabou se tornando co-produtora de Casino Royale (2006) e todos os futuros filmes do agente, após a Sony Pictures (que é dona da Columbia) se tornar dona da MGM e da United Artists (co-produtoras dos chamados filmes oficiais, sendo que, a MGM co-distribui com a 20th Century Fox todos os filmes do agente, oficiais ou não).